# Legrand (companie)
Legrand este o companie producătoare de produse și sisteme pentru instalații electrice și rețele informatice din Franța.
Compania este prezentă și în România, unde a avut o cifră de afaceri de 11,9 milioane euro în anul 2007.